# غاري توماس (لاعب كريكت)
غاري توماس (31 أكتوبر 1973 في المملكة المتحدة - ) (بالإنجليزية: Gary Thomas)‏ هو لاعب كريكت بريطاني. لعب مع Cornwall County Cricket Club ‏.